# Wageningen
Wageningen  ( hør) er en kommune og en by i den østlige provins Gelderland i Nederlandene.
Byen har 39.635 (2021) indbyggere.
Wageningen Universitet og relaterede institutioner har ca. 7400 medarbejdere. Mange af de studerende bor i byen, der derfor er kendt som en studenterby.

## Galleri
- Wageningen kirke
- Hotel De Wereld
- Det tidligere borgområde Bowlespark